# Pacoa
Pacoa là một khu tự quản thuộc tỉnh Vaupés, Colombia. Thủ phủ của khu tự quản Pacoa đóng tại Pacoa Khu tự quản Pacoa có diện tích ki lô mét vuông. Đến thời điểm ngày 28 tháng 5 năm 2005, khu tự quản Pacoa có dân số 1828 người.